# Paru (Amazona)
Paru je rijeka u državi Pará u sjevernom središnjem Brazilu, lijevi (sjeverni) pritok donjeg toka Amazone.
Rijeka teče kroz ekoregiju vlažnih šuma Uatuma-Trombetas. Dio porječja nalazi se u biološkom rezervatu Maicuru.

## U popularnoj kulturi
Sedma pjesma albuma Aguas da Amazonia nazvana je po rijeci.

## Vanjske poveznice
|  | Zajednički poslužitelj ima još gradiva o temi Paru (Amazona) |

- Ministarstvo prometa Brazila